# Gary Wright
Pour les articles homonymes, voir Wright.
Gary Wright, né le 26 avril 1943 à Cresskill (New Jersey) et mort le 4 septembre 2023 à Palos Verdes Estates (Californie), est un musicien auteur-compositeur américain.
Il a formé Spooky Tooth en 1967 avec les anciens musiciens du groupe The V.I.P.'s (en), Mike Harrison (en) au piano et au chant, Greg Ridley à la basse et Mike Kellie (en) à la batterie, auxquels se joindra Luther Grosvenor (en) à la guitare. 
Ils publient quatre albums de 1968 à 1970, puis ils se retrouvent en 1973, avec Mick Jones en remplacement de Grosvenor et Chris Stewart à la basse et produisent encore 3 autres albums avant de se dissoudre en 1975. Gary retrouvera brièvement le groupe en 2004 et publiera un dernier album paru cette même année. 
Il est aussi reconnu pour ses deux grands succès solo, Dream Weaver (en) et Love is Alive (en) en 1975. Le premier lui est venu à la suite de la lecture du livre Autobiographie d'un Yogi de Paramhansa Yogananda et qui lui a été donné par George Harrison. Par la suite, il réenregistra la chanson Dream Weaver pour qu'elle apparaisse dans les bandes sonores des films Wayne's World en 1992, ainsi que The People vs. Larry Flynt en 1996 et finalement Toy Story 3 en 2010.
Il a joué sur le triple album de George Harrison, All Things Must Pass et a participé au All Star Band de Ringo Starr à deux reprises.

## Biographie

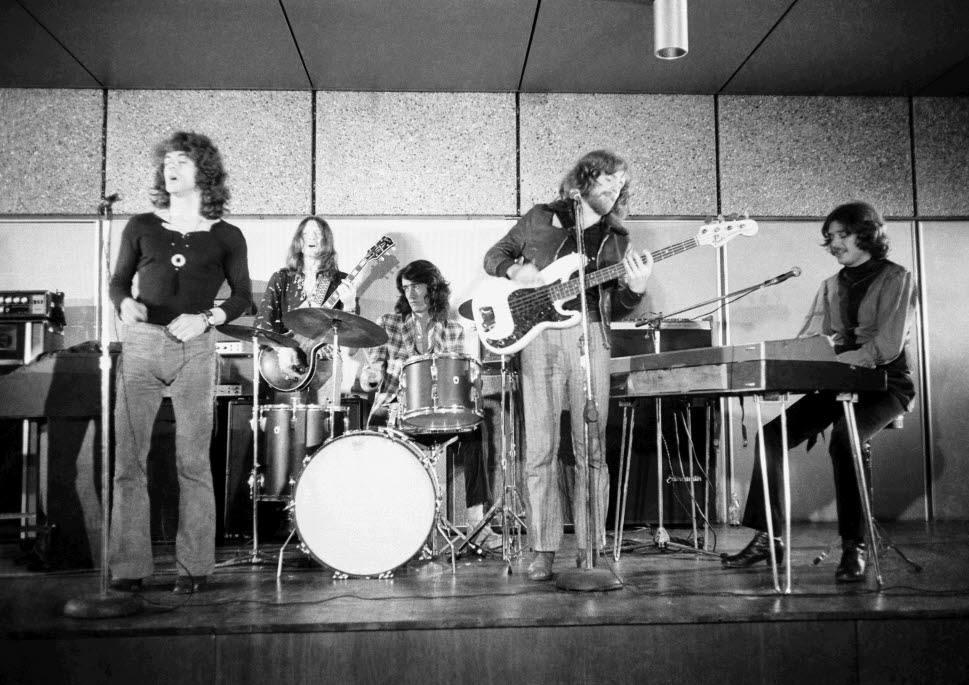
Spooky Tooth en 1969, Gary Wright à droite.

Venu en Europe pour y poursuivre des études en psychologie, Gary Wright se joint au groupe britannique Spooky Tooth en 1968. Ils enregistrent l'album It's all about Spooky Tooth sur lequel on retrouve la pièce Tobacco Road, suivi en 1969 de Spooky Two et de l'album Ceremony avec le compositeur et musicien français Pierre Henry. Il quitte Spooky Tooth en 1970 et participe à l'enregistrement de l'album All Things Must Pass de George Harrison. À noter sa participation sur l'album B. B. King In London en 1971, ainsi que son passage au piano sur la chanson d'Harry Nilsson, Without you en 1972.
Gary Wright enregistre, en 1971, son premier album solo Extraction avec le guitariste Hugh McCracken, le bassiste Klaus Voormann et les batteurs Alan White (futur batteur du groupe Yes) et Mike Kellie. Ce premier album solo est suivi en 1972 de l'album Footprint, avec entre autres George Harrison, Mick Jones, à nouveau Alan White, ainsi que les choristes Doris Troy, Nanette Workman, P. P. Arnold, Madeline Bell (en), etc. Enfin, il retrouve Spooky Tooth en 1973 pour l'album You Broke My Heart So I Busted Your Jaw. La formation enregistre encore l'album Mirror puis se sépare (la même année) et Gary Wright poursuit sa carrière solo.
Parallèlement, il rejoint Mick Jones (alors compositeur et guitariste de Johnny Hallyday), joue en studio et compose plusieurs chansons pour Johnny Hallyday (notamment plusieurs titres des albums Flagrant délit et Insolitudes), dont Le Feu qu’il reprendra bien des années plus tard. Il compose plusieurs musiques de films dont l'album Benjamin - The Original Soundtrack Of Willy Bogner's Motion Picture paru en 1972. Gary Wright retrouve George Harrison sur la majeure partie de sa discographie, soit Living in the material world, Thirty three & 1/3, George Harrison et finalement Cloud Nine.
De 2004 à 2009, il reforme Spooky Tooth avec Mike Harrison et Mike Kellie, tous deux des vétérans du groupe. Il a aussi accompagné Ringo Starr et le All-Starr Band à deux reprises, la première fois en 2008 avec Edgar Winter, Colin Hay, Billy Squier et Hamish Stuart. Puis en 2010 avec Edgar Winter encore une fois, ainsi que Rick Derringer, Richard Page, Wally Palmar et Gregg Bissonette. Sur son dernier album, intitulé Connected et paru en 2010, il est accompagné, entre autres, par Ringo Starr, Joe Walsh et Jeff 'Skunk' Baxter.
Gary Wright meurt à son domicile de Palos Verdes Estates le 4 septembre 2023 à l'âge de 80 ans. Il était diagnostiqué pour la maladie à corps de Lewy et la maladie de Parkinson depuis quelques années.

## Discographie

### Solo
- Extraction (1971) - Avec Hugh McCraken, Klaus Voormann, Alan White, etc.
- Footprint (1972) - Avec George Harrison, Mick Jones, Alan White, P. P. Arnold, Nanette Workman, etc.
- The Dream Weaver (en) (1975)
- The Light of Smiles (1977)
- Touch and Gone (1978)
- Headin' Home (1979)
- The Right Place (1981)
- Who I Am (1988) - Avec George Harrison, Alan White, Jim Keltner, Terry Bozzio, etc.
- First Signs of Life (1995)
- Human Love (1999)
- The Motion Of Hidden Fire (2005)
- Waiting to Catch the Light (2008)
- Connected (2010) - Avec Joe Walsh, Ringo Starr, Jeff Baxter, etc.
- Wonder Wheel (2016) - Réédition de l'album « perdu » de 1972, Ring of changes, avec George Harrison, Mick Jones, Bryson Graham et Archie Leggett.

Compilation
- Best of Gary Wright/The Dream Weaver (1998)

Extended Play
- The Light of a Million Suns (2008)

Bandes originales de films
- Cobra (1986) - Gary Wright chante la pièce Hold on to Your Vision pour ce film avec Sylvester Stallone.
- Fire and Ice (1986) - Pour le film Tygra, la glace et le feu réalisé par Ralph Bakshi.
- Wayne's World (1992) - Pour le film Wayne's World réalisé par Penelope Spheeris, Gary Wright réenregistre une nouvelle version de Dream Weaver.
- The People vs. Larry Flynt (1996) - Pour le film homonyme réalisé par Miloš Forman, Gary Wright y interprète sa nouvelle version de Dream Weaver.
- Ski to the Max (2000) réalisé par Willy Bogner Jr.. Gary Wright chante We Can Fly.
- Toy story 3 réalisé par Lee Unkrich, à nouveau on y entend la récente version de Dream Weaver.

### Collaborations
- 1970 : All things must pass de George Harrison - Avec Eric Clapton, Alan White, Ringo Starr, Badfinger, Klaus Voormann, etc.
- 1971 : Bananamoon de Daevid Allen - Avec Robert Wyatt, Gilli Smyth, Christian Tritsch, Pip Pyle, etc.
- 1971 : B. B. King in London de B. B. King - Avec Peter Green, Klaus Voormann, Alexis Korner, Greg Ridley, Steve Marriott, etc.
- 1971 : Nilsson Schmilsson de Harry Nilsson - Gary joue sur les chansons Without you et Let the good times roll.
- 1971 : Try Some, Buy Some de Ronnie Spector - Single
- 1971 : It Don't Come Easy de Ringo Starr - Single
- 1971 : Flagrant Délit album de Johnny Hallyday (compositeur et arrangement de 4 titres, plus piano et orgue)
- 1972 : Back off Boogaloo de Ringo Starr - Single
- 1972 : Country, Folk, Rock album de Johnny Hallyday (compositeur de 1 titre)
- 1973 : The Session... Recorded in London with Great Artists de Jerry Lee Lewis - Gary à l'orgue.
- 1973 : Insolitudes album de Johnny Hallyday (compositeur de 2 titres, plus orgue)
- 1973 : Living in the Material World de George Harrison
- 1974 : Goodnight Vienna de Ringo Starr - Avec John Lennon, Elton John, Billy Preston, Robbie Robertson, etc.
- 1974 : The place I love de Splinter - Avec George Harrison, Alvin Lee, Mel Collins, Mike Kellie, etc.
- 1974 : Je t'aime, je t'aime, je t'aime album de Johnny Hallyday (compositeur de 1 titre, plus orgue, piano, clarinette)
- 1975 : Extra Texture (Read All About It) de George Harrison
- 1976 : Thirty Three & 1/3 de George Harrison
- 1979 : George Harrison de George Harrison - Gary au synthétiseur Oberheim sur If You Believe.
- 1987 : Cloud Nine de George Harrison - Gary piano sur Just For Today et When We Was Fab.
- 2010 : Live at the Greek Theatre 2008 de Ringo Starr & The All Star Band - Gary aux claviers, keytar et au chant.
- 2014 : Rester vivant album de Johnny Hallyday (compositeur avec Oliver Leiber de 1 titre)

### Spooky Tooth
Albums studio
- 1968 : It's all about
- 1969 : Spooky two
- 1970 : Ceremony ( Avec Pierre Henry )
- 1973 : You broke my heart, so I busted your jaw
- 1973 : Witness
- 1974 : The Mirror

Album live
- 2001 : Live In Europe
- 2004 : Spooky tooth - Nomad Poets Live in Germany 2004

Compilations
- 1975 : The Best of Spooky Tooth
- 1976 : Gary Wright/Spooky Tooth : That was only yesterday
- 2009 : Lost In My Dream - An Anthology 1968-1974 - Album Double
- 2010 : Best - Evil Woman
- 2015 : The Island Years (An Anthology) 1967-1974 - Coffret 8 CD, incluant l'album du groupe Art, Art - Supernatural Fairy Tales.